# Trains étroitement surveillés
Pour plus de détails, voir Fiche technique et Distribution.
Trains étroitement surveillés (Ostře sledované vlaky) est un film tchécoslovaque de Jiří Menzel, tiré du récit homonyme de Bohumil Hrabal et sorti en 1966. 

## Synopsis
Miloš travaille dans une petite gare de Tchécoslovaquie pendant l'Occupation, lors de la Seconde Guerre mondiale. Tourmenté par sa timidité, il reste paralysé devant la jolie contrôleuse qui pourtant s'offre à lui. Devant cet échec, et désespéré de pouvoir prouver qu'il est un homme, il tente de se suicider.

## Fiche technique
- Titre original : Ostře sledované vlaky
- Réalisation : Jiří Menzel

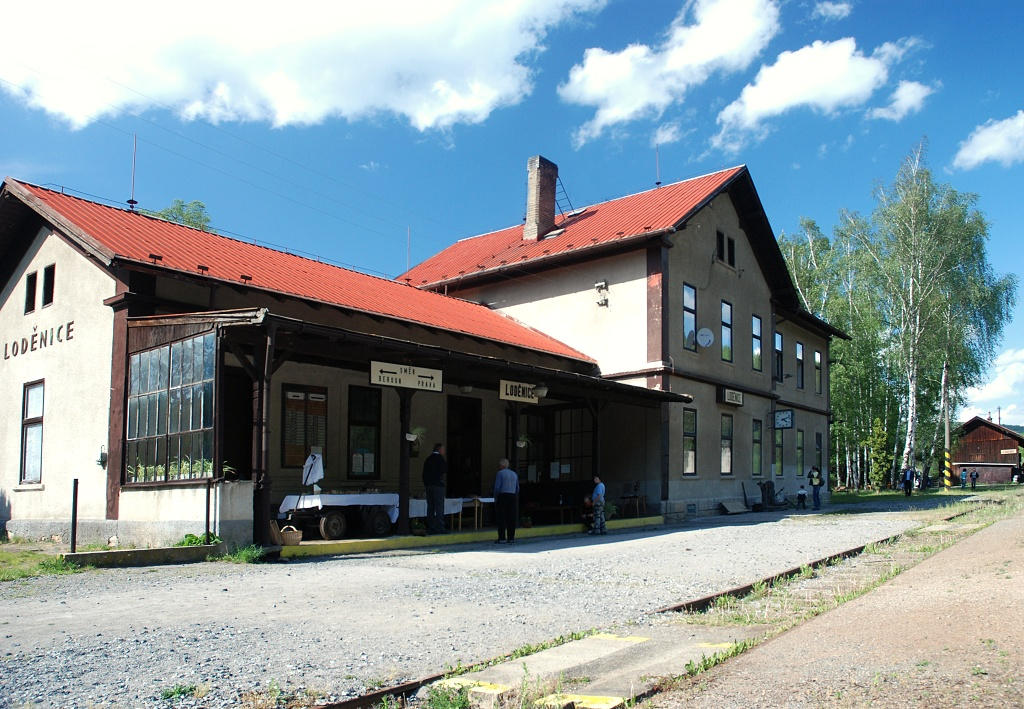
La gare de Loděnice, où le film a été tourné.

- Scénario : Bohumil Hrabal (d'après son roman homonyme sorti en 1964), Jiří Menzel
- Musique Jiří Šust
- Pays d'origine :  Tchécoslovaquie
- Langue : tchèque
- Genre : comédie dramatique
- Durée : 92 minutes
- Dates de sortie :
  - Tchécoslovaquie : 18 novembre 1966
  - France : novembre 1967

## Distribution
- Václav Neckář : Miloš Hrma
- Josef Somr : Hubička
- Vlastimil Brodský : Zedníček
- Jitka Bendová : Máša
- Libuše Havelková : la femme de Max
- Vladimír Valenta : Max
- Jitka Zelenohorská : Zdeňka
- Nada Urbánková : Victoria Freie
- Ferdinand Krůta : l'oncle de Máša
- Květa Fialová : la comtesse
- Alois Vachek : Novák
- Pavla Maršálková : la mère de Miloš
- Milada Jezková : la mère de Zdeňka
- Zuzana Minichova : Mymi
- Václav Fiser : Plasterer
- Miroslav Homola : Tailor
- Karel Hovorka : Hradlar
- Vladimír Hrabánek : Trón
- Frantisek Husák : SS
- Jirí Kodet : SS
- Jan Kotva : Mías
- Frantisek Marek : Dœez
- Jan Pech : Pácho
- Antonin Prazak : un contrôleur
- Dagmar Zikánová : la femme de chambre
- Jiří Hálek : le transcripteur (non crédité)
- Bohumil Koska : le contrôleur (non crédité)
- Pavel Landovský : le voleur (non crédité)
- Jiří Menzel : Dr. Brabec (non crédité)

## Distinctions

### Récompenses
- 40e cérémonie des Oscars (1968) : Oscar du meilleur film en langue étrangère
- Grand prix du Festival international du film de Mannheim-Heidelberg en 1966

### Nomination
- 22e cérémonie des British Academy Film Awards (1969) : meilleur film

## Autour du film
Ce film a été élu un des dix meilleurs films de l'année en 1967 par les critiques de films du New York Times.

## Sortie vidéo
Trains étroitement surveillés sort en DVD en édition limitée à 1 000 exemplaires le 10 août 2020, édité par Malavida, avec un nouveau master restauré, des bonus inédits, un livret (20 pages) et une nouvelle jaquette dessinée.